# Skeglinge församling
Skeglinge församling var en församling i Lunds stift och i Eslövs kommun. Församlingen uppgick 1992 i Borlunda-Skeglinge församling.

## Administrativ historik
Församlingen har medeltida ursprung.
Församlingen var till 1 maj 1929 annexförsamling i pastoratet Borlunda och Skeglinge, för att därefter till och med 1961 vara annexförsamling i pastoratet Östra Strö, Skarhult, Borlunda och Skeglinge. Från 1962 till och med 1991 annexförsamling i pastoratet Gårdstånga, Holmby, Östra Strö, Skarhult, Borlunda och Skeglinge. Församlingen uppgick 1992 i Borlunda-Skeglinge församling.

## Befolkningsutveckling
| Befolkningsutvecklingen i Skeglinge församling 1805–1990 | Befolkningsutvecklingen i Skeglinge församling 1805–1990 | Befolkningsutvecklingen i Skeglinge församling 1805–1990 | Befolkningsutvecklingen i Skeglinge församling 1805–1990 | Befolkningsutvecklingen i Skeglinge församling 1805–1990 |
| --- | -------------------------------------------------------- | -------------------------------------------------------- | -------------------------------------------------------- | -------------------------------------------------------- |
| |                                                          |                                                          |                                                          |                                                          |
| År |                                                          |                                                          | Folkmängd                                                |                                                          |
| 1805 | 1805                                                     |                                                          | 151                                                      |                                                          |
| 1810 | 1810                                                     |                                                          | 210                                                      |                                                          |
| 1820 | 1820                                                     |                                                          | 215                                                      |                                                          |
| 1830 | 1830                                                     |                                                          | 201                                                      |                                                          |
| 1840 | 1840                                                     |                                                          | 175                                                      |                                                          |
| 1850 | 1850                                                     |                                                          | 196                                                      |                                                          |
| 1860 | 1860                                                     |                                                          | 220                                                      |                                                          |
| 1870 | 1870                                                     |                                                          | 229                                                      |                                                          |
| 1880 | 1880                                                     |                                                          | 199                                                      |                                                          |
| 1890 | 1890                                                     |                                                          | 181                                                      |                                                          |
| 1900 | 1900                                                     |                                                          | 165                                                      |                                                          |
| 1910 | 1910                                                     |                                                          | 146                                                      |                                                          |
| 1920 | 1920                                                     |                                                          | 134                                                      |                                                          |
| 1930 | 1930                                                     |                                                          | 144                                                      |                                                          |
| 1935 | 1935                                                     |                                                          | 147                                                      |                                                          |
| 1940 | 1940                                                     |                                                          | 118                                                      |                                                          |
| 1945 | 1945                                                     |                                                          | 95                                                       |                                                          |
| 1950 | 1950                                                     |                                                          | 68                                                       |                                                          |
| 1955 | 1955                                                     |                                                          | 65                                                       |                                                          |
| 1960 | 1960                                                     |                                                          | 68                                                       |                                                          |
| 1965 | 1965                                                     |                                                          | 55                                                       |                                                          |
| 1970 | 1970                                                     |                                                          | 46                                                       |                                                          |
| 1975 | 1975                                                     |                                                          | 40                                                       |                                                          |
| 1980 | 1980                                                     |                                                          | 35                                                       |                                                          |
| 1985 | 1985                                                     |                                                          | 29                                                       |                                                          |
| 1990 | 1990                                                     |                                                          | 36                                                       |                                                          |
| Anm: För åren 1805-1945: befolkning enligt folkräkning 31 december enligt den administrativa indelningen den 1 januari följande år. 1950 avser befolkning enligt folkräkning den 31 december enligt den administrativa indelningen den 1 januari 1952. 1960-1970 avser befolkning enligt folkräkning den 1 november enligt den administrativa indelningen den 1 januari följande år. För åren 1955 samt 1975-1990: befolkning 31 december enligt den administrativa indelningen den 1 januari följande år. |                                                          |                                                          |                                                          |                                                          |

## Kyrkor
Som församlingskyrka användes efter 1869 Borlunda kyrka gemensamt med Borlunda församling.